# The Temper Trap
Rockbandet The Temper Trap udsendte i 2009 deres debutalbum Conditions i hjemlandet Australien. På albummet finder man bl.a. singlen "Sweet Disposition".
Albummet er indspillet i slutningen af 2008 i Australien og i begyndelsen af i år i London i samarbejde med producer Jim Abbiss. 
Bandet har været allerede spillet flere jobs på diverse europæiske festivaler og været support for Glasvegas, og BBC havde dem med på deres liste Sound Of 2009, som et af de navne, man skulle holde øje med i år.
The Temper Trap optrådte til Beat Day i Valbyparken 2009.
The Temper Trap optrådte på Roskilde Festival i 2010.
The Temper Trap optrådte på Northside Festival i 2016